# 约翰内斯·范登博斯
约翰内斯·范登博斯伯爵（荷蘭語：Johannes graaf van den Bosch，1780年2月2日—1844年1月28日）为荷兰中将及政客。

## 生平
约翰内斯·范登博斯出生于荷兰海尔德兰省荷温津。1797年他来到爪哇，任中尉，并很快晋升为上校。1810年，因与印尼总督赫尔曼·威廉·丹德尔斯不和，离开了爪哇。1813年11月，他回到荷兰，并效力于奥兰治－拿骚王室。
他在军中任上校，并为马斯特里赫特的指挥官。之后晋升为少将。约翰内斯·范登博斯帮助创建了人道主义协会（Society of Humanitarianism），尤其是与腓特烈斯奥德的殖民地。
1827年，他被派往雅加达。并于1830年成为总督。5年后，约翰内斯·范登博斯返回荷兰，接管了殖民地的管理。1839年，他自愿退休，并被授予伯爵爵位。1844年1月，约翰内斯·范登博斯去世于海牙。

## 扩展阅读
- （荷兰文） Dutch Parliament:  J. graaf van den Bosch （页面存档备份，存于）
- （荷兰文） Johannes van den Bosch （页面存档备份，存于）

| 前任： 伦纳德·杜布斯·德·Gisignies | 荷属东印度群岛总督 1830–1833 | 繼任： J·C·波特 |